# Jüdische Gemeinde Lisberg

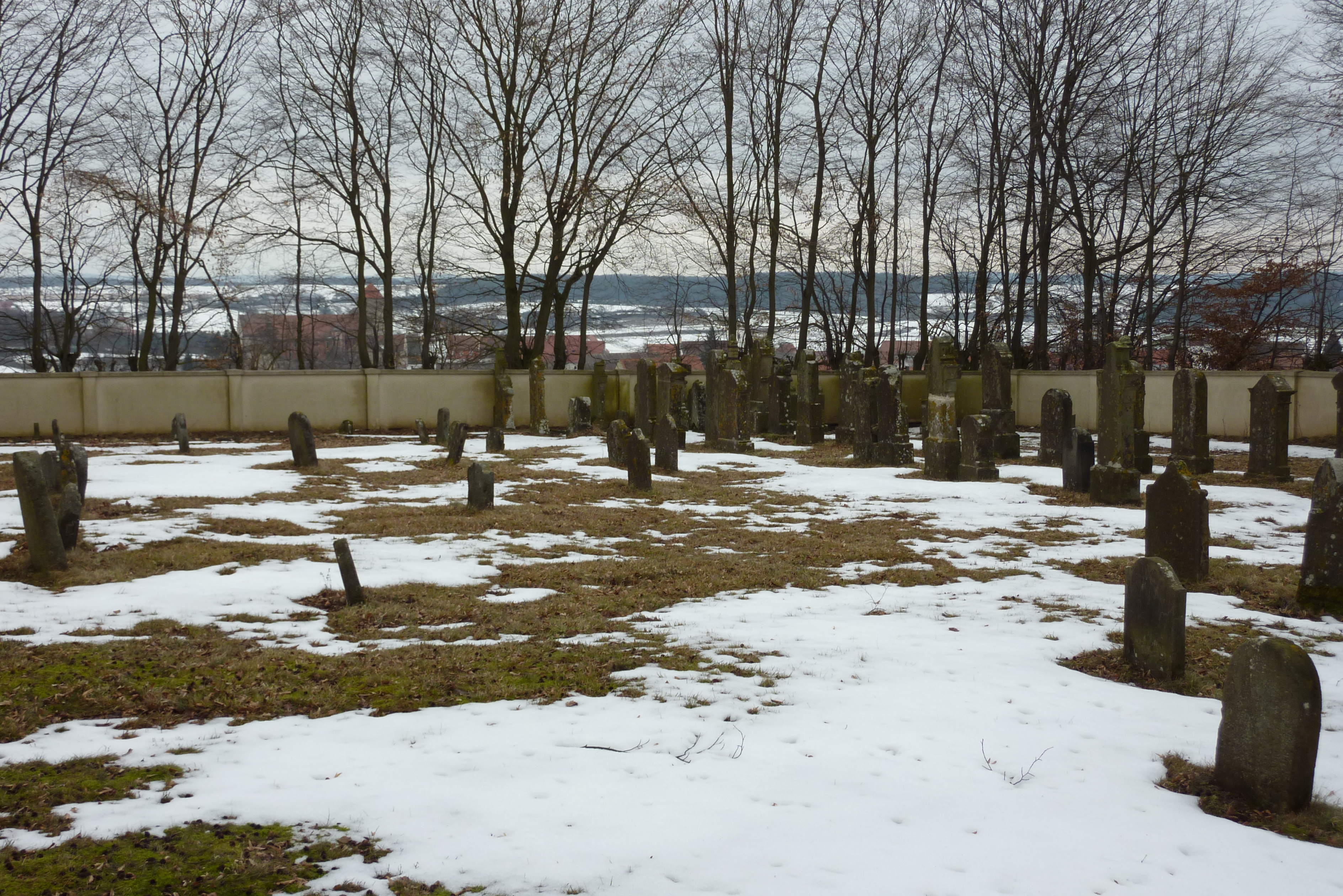
Ansicht des jüdischen Friedhofs in Lisberg

Eine jüdische Gemeinde in Lisberg, einer Gemeinde im Landkreis Bamberg im nördlichen Bayern, hat spätestens seit Anfang des 18. Jahrhunderts bestanden.

## Geschichte
Die jüdische Gemeinde wurde erstmals 1739 aufgrund der Anlage ihres Begräbnisplatzes genannt. Die Wohnungen der Juden befanden sich im Bereich der heutigen Straßen Kaulberg, Kasernstraße und Brunnenweg. Am 19. September 1904 wurde die jüdische Gemeinde Lisberg mit der von Trabelsdorf vereinigt.
Um 1775 waren 12, um 1800 21 jüdische Familien in Lisberg ansässig. Das Edikt von 1813 setzte die Zahl der in Lisberg zugelassenen jüdischen Familien auf 17 fest. Drei Familien erhielten damals keine Matrikelstelle. Folgende Familien hatten um 1822 Matrikelstellen (in Klammer Berufsangabe): Michel Fromm (Viehhändler), Maier Lisberger (Schnitt- und Spezereiwarenhandel), Seidel Gerstner (Schnitt- und Spezereiwarenhandel mit Ladengeschäft), Jakob Seligmann (Viehhandel), Michael Jakob (Hausierhandel), Joseph Herrmann (Viehhandel), Nena Fromm (Witwe), Salomon Lisberger (Eisen- und Schnittwarenhandel mit Ladengeschäft), Samuel Gerstner (Hausierhandel mit alten Kleidern), Joseph Kahn (Ölhandel), Kallmann Maier, Jakob Susslein (Lumpenhandel), Jakobine Eisig (Witwe), Markus Lisberger (Hausierhandel), Sara Maier (Witwe), Marx Schnee (Viehhandel), Peßla Maier (Witwe), Joseph Simon (Vorbeter), Abraham Michel (Schneidermeister), Josef Leser (Nothandel mit Kleinvieh und Schnittwaren).
Die jüdische Gemeinde gehörte seit 1825 zum Distriktsrabbinat Bischberg, dessen Sitz 1826 nach Burgebrach verlegt wurde.

## Schule
Von 1826 bis 1869 gingen die Kinder der jüdischen Gemeinden Lisberg, Trabelsdorf, Walsdorf und Kolmsdorf in die neu gegründete Religionsschule in Kolmsdorf. 1869 wurde die Schule nach Trabelsdorf und Walsdorf verlegt. Die Kinder von Lisberg gingen nach Trabelsdorf.

## Friedhof
Der oberhalb von Lisberg liegende jüdische Friedhof wurde erstmals 1739 genannt. Im Jahr 1904 wurde er durch das Bezirksamt Bamberg mit Wegen versehen und die Gräber erhielten Nummern. In der Zeit des Nationalsozialismus wurde der Friedhof 1938 geschändet und man wollte den Friedhof einer landwirtschaftlichen Nutzung zuführen. Die Friedhofsmauer und einige Grabsteine wurden damals entfernt. 1985 waren noch 139 Grabsteine vorhanden.
Die letzten auf dem jüdischen Friedhof beigesetzten Personen aus der Lisberger Gemeinde waren: Isaak Fromm (gest. 1896), Scholum Lisberger (1897), Hanna Gerstner (1898), Abraham Gerstner (1904), Ignatz Gerstner (1907), Samuel Gerstner (1908), Johanna Fromm (1911), Babette Fromm (1915).

## Synagoge
Die Synagoge war in einem Wohnhaus, heute Kaulberg 5, untergebracht. Sie bestand nur aus dem Synagogenzimmer. In den Jahren 1871/1872 wurde das baufällig gewordene Anwesen renoviert. Nach dem Grundsteuerkatastereintrag von 1847 gehörte das Gebäude vier Eigentümern: ein Viertel (Synagoge im ersten Stock) der jüdischen Gemeinde. Je ein weiteres Viertel gehörten dem Gemeindevorsteher und Schneider Abraham Michel, den Herren Jacob und Israel Süßlein sowie dem Kaufmann Joseph Gerstner. Letzterer hatte seine Wohn- und Geschäftsräume unter dem Synagogenraum. Nach der Vereinigung der jüdischen Gemeinden Lisberg und Trabelsdorf (1904) wurde die Synagoge nicht mehr benötigt.

## Nationalsozialistische Verfolgung
Von 1920 bis 1940 wohnte nur noch eine jüdische Einwohnerin am Ort: Lina Fromm (* 1870 in Lisberg) wohnte in Lisberg bis zum 16. Juni 1940, danach zog sie in das jüdische Altersheim Regensburg und wurde von dort deportiert. Sie starb in Theresienstadt.
Das Gedenkbuch des Bundesarchivs verzeichnet fünf in Lisberg geborene jüdische Bürger, die dem Völkermord des nationalsozialistischen Regimes zum Opfer fielen.

## Gemeindeentwicklung
| Jahr    | Gemeindemitglieder                |
| ------- | --------------------------------- |
| 1809/10 | 95 Personen, 16,9 % der Einwohner |
| 1824    | 80 Personen, 15,3 % der Einwohner |
| 1840    | 77 Personen, 11 % der Einwohner   |
| 1852    | 60 Personen, 9,1 % der Einwohner  |
| 1867    | 39 Personen, 6,2 % der Einwohner  |
| 1875    | 30 Personen, 5 % der Einwohner    |
| 1880    | 39 Personen, 6,4 % der Einwohner  |
| 1890    | 26 Personen, 4,4 % der Einwohner  |
| 1900    | 15 Personen, 2,9 % der Einwohner  |